# موج جرم
موج جرم (به انگلیسی: Crime Wave) (همچنین به عنوان شهر تاریک نیز شناخته می‌شود) یک فیلم سینمایی آمریکایی در ژانر فیلم نوآر محصول سال ۱۹۵۴ میلادی به کارگردانی آندری دی‌تاث است. فیلمنامه اقتباسی از داستان کوتاهی است.